# Desmond Davis
Desmond Davis (Wandsworth, 24 maggio 1926 – 3 luglio 2021) è stato un regista britannico.

## Biografia
Dopo un lungo apprendistato come addetto al ciak negli anni 1940, con la Unità cinematografica dell'esercito britannico, Davis passò ad assistente operatore e ad operatore di macchina in film britannici a basso budget negli anni 1950. Dagli anni 1960, lavorò come operatore di macchina in film di fama internazionale come Sapore di miele (1961), Gioventù, amore e rabbia (1962), Freud - Passioni segrete (1962) di John Huston, e Tom Jones (1963), che vinse l'Oscar al miglior film.
Fece il debutto come regista nel 1964 con La ragazza dagli occhi verdi, per cui vinse il National Board of Review come miglior regista. Davis riunì le due protagoniste del film, Rita Tushingham e Lynn Redgrave, nel film Ci divertiamo da matti (1967), una commedia ambientata nella swinging London degli anni 1960.
Al Festival internazionale del cinema di San Sebastián del 1966, vinse il Golden Seashell per I Was Happy Here con Sarah Miles.
Negli anni 1970 Davis prese una lunga pausa dal cinema e rivolse la sua attenzione alla televisione realizzando alcuni episodi di Follyfoot e Gli infallibili tre, oltre ad un adattamento da William Shakespeare di Misura per misura per BBC Television Shakespeare.
Dopo aver diretto uno dei suoi film più noti,  Scontro di titani (1981), nel 1984 diresse l'adattamento da Agatha Christie di Prova d'innocenza con Donald Sutherland e Faye Dunaway. Diresse inoltre, nel 1983, l'adattamento televisivo da Arthur Conan Doyle, Il segno dei quattro con Ian Richardson nella parte di Sherlock Holmes.
Continuò a dirigere per la televisione, realizzando una versione di Camille con Greta Scacchi e Colin Firth, nel 1984, e la serie drammatica The Chief.